# Озерницьке сільське поселення
Озе́рницьке сільське поселення (рос. Озерницкое сельское поселение) — адміністративна одиниця у складі Слободського району Кіровської області Росії. Адміністративний центр поселення — селище Центральний.

## Історія
Станом на 2002 рік на території сучасного поселення існували такі адміністративні одиниці:
- Озерницький сільський округ (селища Озерниця, Ричажне, Роз'їзд, Центральний, присілки Вага, Дворець, Прудовиця, Тімінці, Юксеєво)
- Сухоборський сільський округ (село Казань, селища Осарт, Сухоборка, присілки Агеєво, Березнік, Веселово, Євстрашинці, Кінець, Кузьмінек, Осиновка, Перекоп, Усольє)

Поселення були утворені згідно із законом Кіровської області від 7 грудня 2004 року № 284-ЗО у рамках муніципальної реформи шляхом перетворення Озерницького і Сухоборського сільських округів. 2012 року Сухоборське сільське поселення було приєднане до Озерницького.
Станом на 2002 рік існував присілок Юксеєво, який станом на 2010 рік мав статус села і називався Холуново.

## Населення
Населення поселення становить 1124 особи (2017; 1167 у 2016, 1236 у 2015, 1294 у 2014, 1323 у 2013, 1336 у 2012, 1402 у 2010, 2083 у 2002).

## Склад
До складу поселення входять 21 населений пункт:
| Населений пункт       | Населення, осіб (2002) | Населення, осіб (2010) |
| --------------------- | ---------------------- | ---------------------- |
| Агеєво, присілок      | 0                      | 0                      |
| Березнік, присілок    | 0                      | 0                      |
| Вага, присілок        | 2                      | 2                      |
| Веселово, присілок    | 0                      | 0                      |
| Дворець, присілок     | 25                     | 16                     |
| Євстрашинці, присілок | 0                      | 0                      |
| Казань, село          | 21                     | 11                     |
| Кінець, присілок      | 1                      | 0                      |
| Кузьмінек, присілок   | 0                      | 0                      |
| Озерниця, селище      | 27                     | 3                      |
| Осарт, селище         | 12                     | 13                     |
| Осиновка, присілок    | 118                    | 1                      |
| Перекоп, присілок     | 62                     | 63                     |
| Прудовиця, присілок   | 0                      | 0                      |
| Ричажне, селище       | 59                     | 36                     |
| Роз'їзд, селище       | 119                    | 66                     |
| Сухоборка, селище     | 516                    | 357                    |
| Тімінці, присілок     | 1                      | 4                      |
| Усольє, присілок      | 0                      | 0                      |
| Холуново, село        | 79                     | 75                     |
| Центральний, селище   | 1041                   | 755                    |